# Sutokî, Horodnea
Sutokî (în ucraineană Сутоки) este un sat în comuna Moșcenka din raionul Horodnea, regiunea Cernihiv, Ucraina.

## Demografie
Componența lingvistică a localității Sutokî
     Ucraineană (97,01%)
     Rusă (1,49%)
     Belarusă (1,49%)
Conform recensământului din 2001, majoritatea populației localității Sutokî era vorbitoare de ucraineană (97,01%), existând în minoritate și vorbitori de rusă (1,49%) și belarusă (1,49%).